# San José de Guerrero
San José de Guerrero är en ort i Mexiko.   Den ligger i kommunen San Luis de la Paz och delstaten Guanajuato, i den centrala delen av landet, 240 km nordväst om huvudstaden Mexico City. San José de Guerrero ligger 1 995 meter över havet och antalet invånare är 180.
Terrängen runt San José de Guerrero är platt åt sydväst, men åt nordost är den kuperad. Runt San José de Guerrero är det ganska tätbefolkat, med 62 invånare per kvadratkilometer. Närmaste större samhälle är San Luis de la Paz, 17,1 km nordost om San José de Guerrero. Trakten runt San José de Guerrero består till största delen av jordbruksmark.